# Viện trợ nước ngoài đến Thái Lan
Viện trợ nước ngoài đến Thái Lan Ngày 31 tháng 7 năm 2003, Thái Lan hoàn trả khoản vay của mình theo một thỏa thuận với Quỹ Tiền tệ Quốc tế nhằm khôi phục kinh tế sau cuộc khủng hoảng tài chính châu Á năm 1997. Việc thanh toán được thực hiện bốn năm trước thời hạn, phản ánh thành tựu ổn định kinh tế vĩ mô và cán cân thanh toán của Thái Lan.
Từ năm 2002, Thái Lan không còn là một nước nhận viện trợ kinh tế. Thay vào đó, Thái Lan đã đóng góp 60 triệu USD viện trợ kinh tế cho các nước láng giềng trong năm 2005.
Trong thời kỳ chiến tranh Việt Nam Thái Lan, cùng với các đồng minh khác của Mỹ là Campuchia, đã nhận được một lượng đáng kể viện trợ kinh tế của Mỹ và viện trợ quân sự.
Từ đầu những năm 1980 trở đi các vấn đề nội bộ của Myanmar đã dẫn đến một số lượng lớn những người di cư tị nạn tại Thái Lan.Nhiều cơ quan  bao gồm cả Ủy ban châu Âu ban Viện trợ Nhân đạo, đã giúp để hỗ trợ người dân di dời đến khu vực mới.
Nhật Bản là nước viện trợ cho Thái Lan nhiều nhất. Phần lớn viện trợ thông qua các khoản vay cho các dự án cơ sở hạ tầng quy mô lớn.